# 南陽介 (サッカー選手)
南 陽介(みなみ ようすけ、1976年5月23日 - )はサッカー選手。ポジションはミッドフィールダー。

## 経歴
日本大学卒業後、シンガポールを皮切りに世界各国のリーグでプレイ。2002年にはシンガポール2部で得点王に輝く。2007年にはスリランカのネゴンボ・ユースSCに移籍し同国初の日本人選手となる。
その後2011年にはモンゴル・リーグの エルチムに移籍し、同国でも初の日本人選手となる。2014年にはボランチながら得点王に輝くなど、移籍を繰り返しながら長期にわたって同リーグのチームに所属し、選手以外にエージェントとして日本人選手の斡旋業務も行っている。
2017年シーズンよりバヤンゴルFCに所属、同国で初の2部リーグでのプレイとなる。
2018年からは同じく2部のハーンフンスでプレイ。

## 所属クラブ
- 三菱養和SC（日本学園高等学校）
- 日本大学
- 2002  Tessensohn Khalsa Rovers
- 2003 - 2004  オーソットサパー・サラブリー
- 2005  墨田下町蹴球団
- 2006  チャンタブリ
- 2007  ネゴンボ・ユースSC
- 2008 - 2009  ジュピターズSC
- 2010  Huracan
- 2011  エルチム
- 2011.12 - 2012.1  ドン・ボスコSC
- 2012 - 2013  エルチム
- 2014  ウランバートル大学
- 2015  FCウランバートル
- 2016.3 - 2016.7  セレンゲ・プレス
- 2016.8 - 2016.10  ウランバートル大学
- 2017  バヤンゴルFC
- 2018 -  ハーンフンス

## 個人タイトル
- シンガポール・ナショナルフットボールリーグ得点王 : 1回 (2002年)
- モンゴル・リーグ得点王 : 1回 (2014年)